# Madonna col Bambino e i santi Luigi Gonzaga e Stanislao Kostka
La  Madonna col Bambino e i santi Luigi Gonzaga e Stanislao Kostka  di Giuseppe Maria Crespi è un dipinto ad olio su tela (352 x 259 cm) eseguito attorno al 1726 – 1740 e conservato presso la Galleria nazionale di Parma.

## Storia
Numerosi sono gli spunti stilistici che Crespi deriva anche dalla pittura parmense del Cinquecento: impossibile non cogliere nel motivo originale dell'angelo che ruota verso lo spettatore invitandolo al silenzio un richiamo alla grazia e alla raffinata eleganza gestuale di Correggio e Parmigianino.
Luigi Gonzaga e Stanislao Kostka vennero simultaneamente santificati nel 1726 e furono numerose le pale commissionate dall'ordine dei gesuiti per testimoniare e festeggiare l'evento. Al solo Crespi, infatti, toccò eseguirne ben tre, per tre città diverse: per la Chiesa del Gesù di Ferrara, San Bartolomeo a Modena, e questo, per Parma. Secondo gli studiosi, il presente dipinto sarebbe il meglio riuscito, per l'alta qualità del risultato e per “l'abilità di amalgamare elementi destinati ad evocare una sensazione di dolce piacere estetuci, la cui eleganza può paragonarsi solo alle opere di Donato Creti, l'unico altro artista bolognese capace in quegli anni di tanta raffinatezza”.
Il dipinto, originario della Chiesa di San Rocco di Parma e, durante il periodo napoleonico venne scelto dagli ufficiali tra i dipinti da portare in Francia come bottino di guerra e oggetto di spoliazioni napoleoniche. Il dipinto, quindi, venne restituito a Parma in seguito al Congresso di Vienna.

## Descrizione
L'artista propone i personaggi della scena disposti in un'articolata invenzione scenografica. Raccolti attorno alla figura di Gesù Bambino retto dalla Vergine e mentre compie i primi passi, emergono San Luigi Gonzaga e San Stanislao Kostka, rapiti nell'estasi della contemplazione e incoronati da ghirlande di fiori, una di rose e l'altra di gigli. Nella parte superiore della scena si apre uno squarcio di cielo, dove due schiere angeliche sono raffigurate mentre intonano una musica celestiale.
Crespi, chiamato spesso anche “Lo Spagnolo”, usa qui la soluzione del cosiddetto “teatro sacro”, già fatta propria dalle tarde opere del bolognese Ludovico Carracci. L'opera, infatti, segue gli schemi propri delle grandi pale d'altare della controriforma, cariche di una forte retorica e di gestualità dei personaggi, ben evidenziata e ormai riconosciuta dall'osservatore. Si può notare, per esempio, il tripudio degli angeli, non dissimile da quelli realizzati da Correggio. Come in un teatro, le espressioni dei personaggi sono enfatizzate, come si può notare dagli sguardi che i santi rivolgono al Bambino, colmi di rapita emozione.
I colori sono brillanti, densi di pennellate brune e rosse. Dominano il candore degli incarnati e i vibranti tocchi di bianco e oro, come nella veste bianca di San Luigi, eseguita con una filettatura morbida.